# 芝诺 (皇帝)
芝諾（/ˈziːnoʊ/，羅馬化：Zénōn，约425年—491年4月9日），本名塔拉西斯，是一位东罗马帝国皇帝，在474年–475年及476年–491年兩度在位。他的統治時期飽受國內叛亂和宗教紛爭的困擾，但在對外方面卻取得了更大的成功。他被認為進一步穩定了帝國，而西羅馬帝國在476年則隨著羅慕路斯·奧古斯都的廢黜而滅亡。

## 生平簡介

### 早年

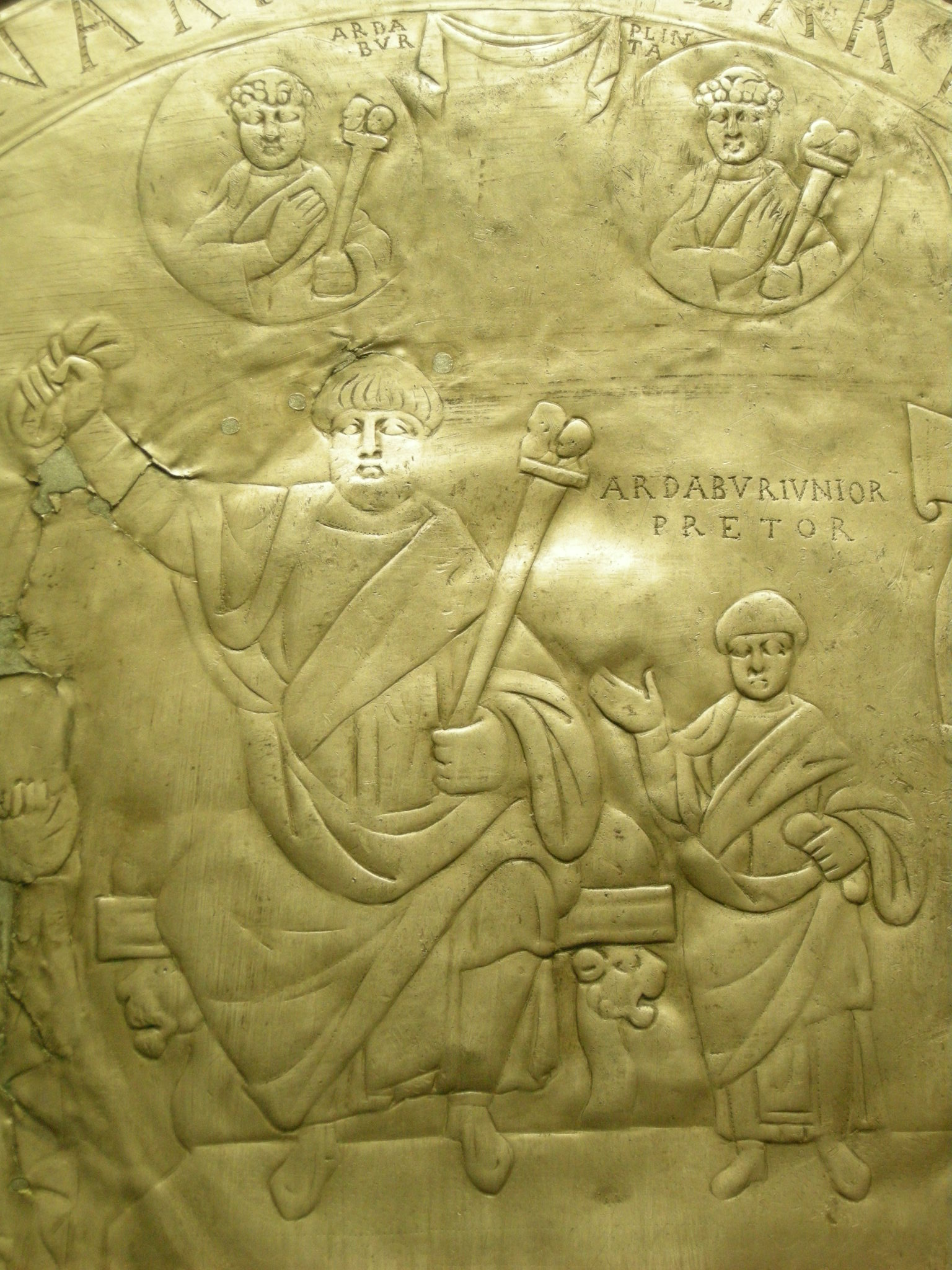
阿斯帕和他的長子阿達布的雙聯畫（約434年）。芝諾製造了阿爾達布爾的叛書，將他與薩珊波斯帝國聯繫起來，導致了阿達布的垮台；阿達布後來賄賂了芝諾的一些士兵試圖刺殺他。

芝諾的本名是塔拉西斯（Tarasis），在他的母語伊蘇裡亞語中更完整地稱為塔拉西科迪薩（Tarasikodissa），意為科迪薩之子塔拉西斯。塔拉西斯出生於亞細亞管區或東方管區的奇里乞亞伊蘇裡亞的魯松布拉達，後來為了紀念芝諾，該城改名為芝諾波利斯。他的父親名叫科迪薩（父名「塔拉西科迪薩」可證其身分），母親名叫拉利斯（Lallis），弟弟名叫朗基努斯。塔拉西斯的第一任妻子名叫阿卡迪亞（Arcadia），其名字表明他與君士坦丁堡貴族的關係，她的雕像豎立在阿卡狄奧斯浴場附近。近東和其他基督教傳統認為芝諾有兩個女兒，希拉里亞和西奧皮斯特（Theopiste），她們都過著宗教生活，但歷史資料證明阿卡迪亞只有一個兒子，名叫芝諾（Zenon）。根據古代文獻，弗拉維烏斯·芝諾執政官聲名顯赫的職業生涯——他曾在447年與匈人帝國君主阿提拉作戰保衛君士坦丁堡，並於次年擔任執政官——是另一位伊蘇裡亞軍官塔拉西斯在與皇室聯姻時選擇希臘名字芝諾的原因，因此他登基後被稱為芝諾。一些現代歷史學家認為伊蘇裡亞將軍弗拉維烏斯·芝諾是皇帝的父親，但對此尚無定論，其他資料則認為塔拉西斯是執政官芝諾隨從的成員。一位名叫海倫的東羅馬公主，據稱是塔拉西斯與第一任妻子阿卡迪亞的女兒，嫁給了他的第二任妻子伊比利亞國王聖瓦赫坦一世·戈爾加薩利，並育有子女。
據一些學者稱，在公元5世紀60年代中期，東羅馬皇帝利奧一世想要平衡日耳曼軍隊的兵力，其首領是阿蘭人军事统帅阿斯帕。他認為塔拉西斯和他的伊蘇裡亞人可以起到平衡作用，於是將他和許多伊蘇裡亞人召至君士坦丁堡。然而，這種解釋一直存在爭議。到公元5世紀60年代中期，阿卡迪亞和芝諾已經在君士坦丁堡生活了一段時間，拉利斯和朗基努斯也住在那裡，後者娶了一位名叫瓦萊裡亞的女子，她可能是一位貴族出身。
根據古代文獻，塔拉西斯最早的記載可以追溯到464年，當時他得到了阿斯帕之子阿達布寫的幾封信，這些信證明這位軍事統帥的兒子曾煽動薩珊波斯帝國君主入侵帝國領土，並承諾支持入侵。塔拉西斯將這些信交給了利奧一世，皇帝得以罷免當時擔任東方軍事統帥和貴族的阿達布，從而削弱了阿斯帕的影響力和野心。利奧向修直者丹尼爾讚揚了塔拉西斯的忠誠。為了獎勵他，塔拉西斯被任命為護國軍保民官，這是一個極具影響力和威望的職位。這項任命可能意味著塔拉西斯曾擔任保民官，要麼在利奧位於君士坦丁堡的宮廷中任職，要麼在阿達布位於安提阿的幕僚中任職。
465年，利奧一世和阿斯帕就次年的執政官任命發生爭吵；正是在這次爭吵中，塔拉西斯的地位得到了加強，因為他成為了皇帝的朋友和盟友。

### 皇帝的女婿

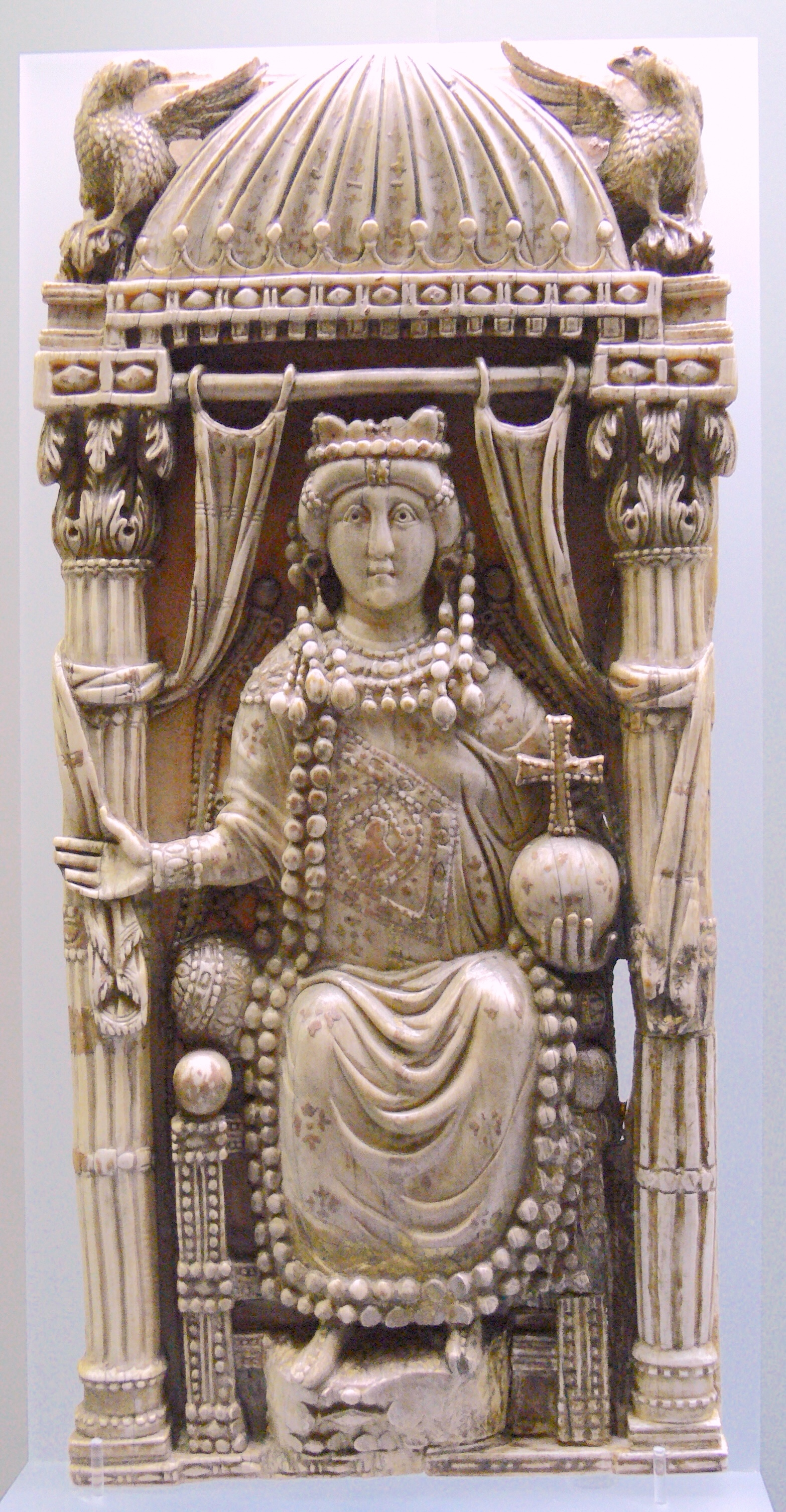
利奧一世和維里娜的長女阿里阿德涅的雙聯畫

為了讓自己更容易被帝國統治集團和君士坦丁堡民眾接受，塔拉西斯採用了希臘名字芝諾（Zeno），並終生使用。466年中後期，芝諾迎娶了利奧一世和維里娜的長女阿里阿德涅；沒有記載他與阿卡迪亞離婚，後者顯然在此之前就去世了。第二年他們的兒子出生，芝諾成為皇位繼承人的父親，因為利奧一世的獨子在嬰兒時期就夭折了；為了強調他對皇位的繼承權，這個男孩被命名為利奥。然而，芝諾並沒有親臨兒子的出生，因為他在467年參加了一場針對哥德人的軍事行動。

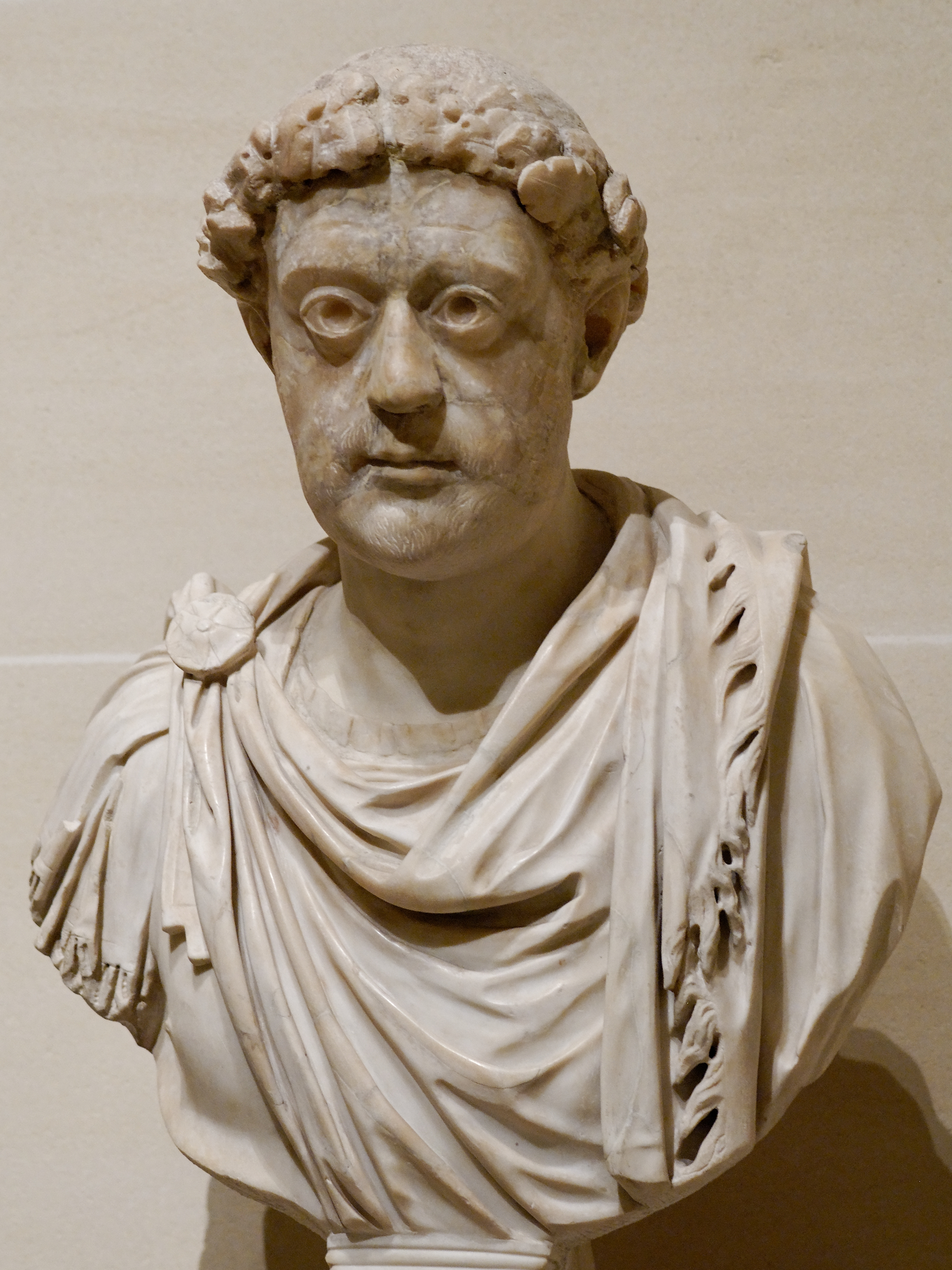
利奥一世

身為護國軍的一員，芝諾並沒有參加468年由利奧皇帝的妹夫巴西利斯库斯率領的針對汪達爾人的災難性遠征。隔年，他擔任執政官期間，被任命為色雷斯军事统帅，率領軍隊遠征色雷斯。史料並未明確記載他在那裡與何敵交戰，史學家推測可能是哥德人、匈人，或是阿納加斯特斯的叛軍。無論如何，在出發前，利奧和芝諾都詢問了修直者丹尼爾對戰役的看法，丹尼爾回答說，芝諾將成為陰謀的目標，但會毫髮無損地逃脫。事實上，利奧一世派了一些親兵跟隨芝諾保護他，但他們被阿斯帕賄賂，反而去抓他。芝諾得知了他們的意圖，逃往塞爾迪卡。由於這件事，利奧對阿斯帕的猜忌更加深重。
襲擊之後，芝諾沒有返回君士坦丁堡，因為阿斯帕和阿達布仍然在那裡，掌權相當可觀。相反，他遷往「長城」（色雷斯切爾鬆的城牆，或更不可能是阿納斯塔西亞城牆），然後前往皮萊，再從那裡前往迦克墩。在等待返回首都的機會期間，他被任命為東方军事统帅。他帶著修士彼得·富勒，途經伊蘇裡亞，前往他的教區安提阿，在那裡平息了印達庫斯的叛亂。芝諾在安提阿哥待了兩年。
當芝諾與家人住在安提阿時，他同情彼得·富勒的基督一性论觀點，並支持他對抗他的對手迦克墩基督教主教馬蒂裡烏斯。附近修道院的修士們前往安提阿古支持彼得，芝諾起初允許他們進城，但後來卻未能有效鎮壓他們的暴力行為。馬蒂裡烏斯前往君士坦丁堡向利奧求助，但返回安提阿後，他得知彼得已被選為主教，於是辭職（470年）。利奧對此作出回應，下令流放彼得，並向芝諾頒布法令，禁止僧侶離開修道院或煽動叛亂（471年6月1日）。470/471年，芝諾也必須應付襲擊東羅馬亞美尼亞的讚尼人的入侵。
因為芝諾遠離君士坦丁堡，阿斯帕任命其子帕特里修斯為凱撒，並與利奧一世的小女兒萊昂蒂亞結婚（470年），從而增強了自己的影響力。關於此事的資料來源相互矛盾，但明確指出，471年利奧一世背信棄義地殺害了阿斯帕和阿達布父子。這顯然得到了芝諾和巴西利斯庫斯的批准，因為在謀殺前夕，這兩位將軍已經靠近君士坦丁堡（芝諾當時在迦克墩）。此後，芝諾返回君士坦丁堡，並被任命為常駐军事统帅。

## 皇帝

### 第一次在位

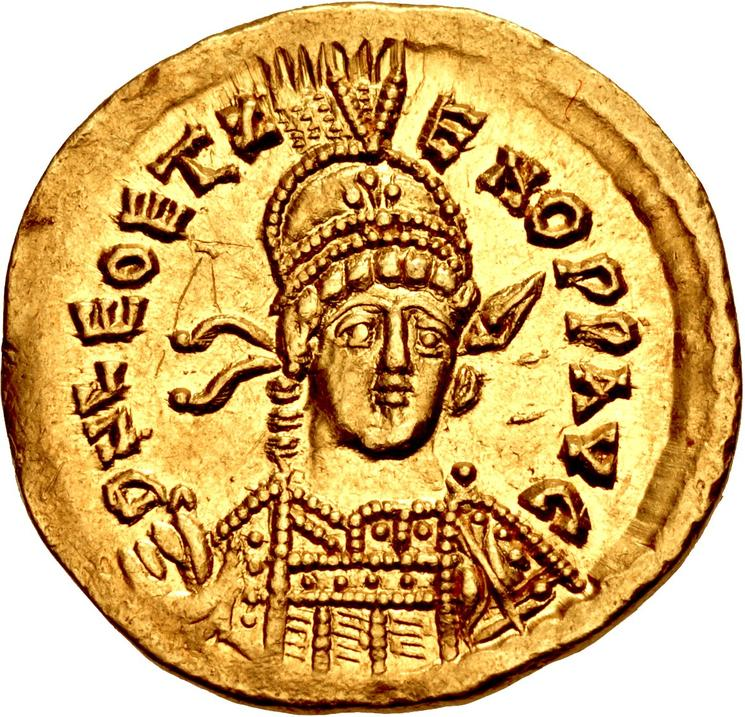
利奧二世的硬幣，以「利奧和芝諾永久的奧古斯都」的名義鑄造；它屬於芝諾和他的兒子共同擔任皇帝的時期，即474年1月至11月之間。

473年10月，利奧一世任命他的孫子利奧二世（芝諾和阿里阿德涅的兒子）為凱撒。474年1月18日，利奧一世去世；如果利奧二世沒有被他的祖父擁立為共治皇帝，他就會在那一天成為奧古斯都。由於利奧二世當時只有7歲，阿里阿德涅和她的母后維里娜說服他加冕其父芝諾為共治皇帝，利奧二世於474年1月29日如願以償。利奧二世病逝後，芝諾成為唯一的皇帝。
芝諾必須與汪達爾王國國王蓋薩里克和解，後者當時正在襲擊帝國的沿海城市，威脅到重要的海上商業航線。芝諾派遣一位高級將領塞維魯作為大使前往根塞里克，塞維魯成功地在汪達爾人和帝國之間達成了「永久」和平，這使得帝國得以支付贖金，以換取汪達爾人手中的戰俘，並結束了汪達爾人對其領土內尼西亞基督徒的迫害。
儘管取得了這一成功，芝諾仍然因其蠻族血統而不受民眾和元老院的歡迎；他的皇位繼承權僅限於他與阿里阿德涅的婚姻以及他與皇太后維里娜的關係。因此，他選擇從伊蘇裡亞籍的軍隊中尋求支持，尤其是伊蘇裡亞將軍伊盧斯和特羅孔德斯，兩人都是兄弟。然而，維里娜決定在她兄弟巴西利斯庫斯的幫助下，推翻她的女婿芝諾，並讓她的情人、前總督帕特里修斯取而代之。密謀者在首都煽動反對伊蘇裡亞皇帝的暴動；巴西利斯庫斯還成功說服伊盧斯、特羅孔德斯和東哥德將軍狄奧多里克·斯特拉博加入。

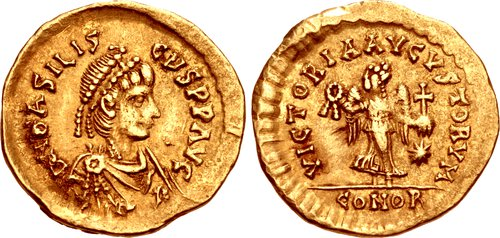
巴西利斯庫斯的硬幣。

475年1月9日，芝諾被迫攜妻帶母、一些伊蘇裡亞人以及帝國的寶藏逃離君士坦丁堡，前往伊蘇裡亞。伊盧斯和特羅孔德斯奉命追捕他，芝諾被迫將自己關在一座堡壘中，伊盧斯在那裡圍攻了他，並俘虜了芝諾的兄弟朗基努斯，將其扣為人質。

#### 復辟
然而，密謀者們很快就爆發了內訌。巴西利斯庫斯篡奪了皇位，處死了太后維里娜的情人兼皇位候選人帕特里修斯。他也放任暴民屠殺君士坦丁堡所有剩餘的伊蘇裡亞人，此事損害了伊蘇裡亞將軍伊盧斯和特羅孔德斯的關係。巴西利斯庫斯任命其侄子阿瑪圖斯為軍事長官，從而疏遠了狄奧多里克·斯特拉博。由於芝諾沒有留下任何錢財，巴西利斯庫斯被迫徵收重稅。最後，他因支持基督一性论者而疏遠了教會。君士坦丁堡民眾也將一場燒毀城市多處的大火歸咎於他。在元老院的秘密支持以及芝諾的賄賂下，伊盧斯同意倒戈，與芝諾的軍隊聯合，向君士坦丁堡進軍。巴西利斯庫斯試圖恢復民眾支持，並派遣另一支軍隊由侄子阿瑪圖斯指揮攻打芝諾。芝諾也成功賄賂了阿瑪圖斯，承諾終身確認其常駐军事统帅的地位，並將其子（也被稱為巴西利斯庫斯）晉升為凱撒；而阿瑪圖斯的軍隊未能攔截芝諾進軍君士坦丁堡的部隊。
476年8月，芝諾圍攻君士坦丁堡。元老院向伊蘇裡亞人敞開城門，讓被廢黜的皇帝重登皇位。巴西利斯庫斯帶著家人逃往聖索菲亞大教堂的洗禮堂。被君士坦丁堡牧首阿卡西烏斯背叛後，他從芝諾那裡得到了不滅門的鄭重承諾，於是投降了。但芝諾背棄承諾，將巴西利斯庫斯和他的家人送往卡帕多西亞的一座堡壘，將他們囚禁在一個乾涸的蓄水池中，讓他們暴露在空氣中而死。
復辟後，芝諾兌現了他的承諾，允許阿瑪圖斯保留其常駐军事统帅的頭銜（甚至可能將他提升為「貴族」），並任命其子巴西利斯庫斯為尼西亞的凱撒。
然而，477年芝諾改變了主意，這可能是受伊盧斯的唆使，伊盧斯認為阿瑪圖斯的倒台將使他獲益。阿瑪圖斯被處決，財產被沒收，他的兒子巴西利斯庫斯被剝奪權力，並被任命為祭司。

### 第二次在位

#### 西羅馬帝國滅亡

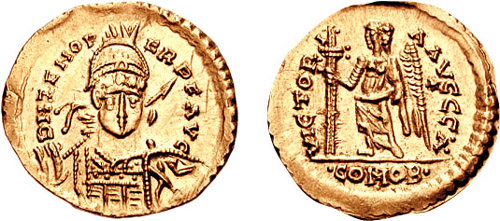
這枚索利都斯硬幣由奧多亞塞以芝諾的名義鑄造，而奧多亞塞在東羅馬皇帝的正式庇護下統治義大利。

西羅馬皇帝奧利布里烏斯於472年秋天去世。西羅馬军事统帅貢多巴德隨後在首都拉文納擁立禁衛軍司令格利凯里乌斯為西羅馬皇帝。利奧一世拒絕支持格利塞里烏斯，並於473年擁立其侄子朱利烏斯·尼波斯為西羅馬帝國的共治皇帝。由於預料到會遭到抵抗，尼波斯因冬季惡劣的天氣而被迫推遲航行至次年；因此，利奧的繼任者芝諾負責支持尤利烏斯·尼波斯在拉文納的就職。尼波斯抵達義大利，迅速廢黜了未作抵抗的格利塞里烏斯，並於474年6月被羅馬元老院擁立為皇帝。尼波斯與芝諾關係良好，他甚至以芝諾、利奧二世和他自己的名義鑄造了硬幣。

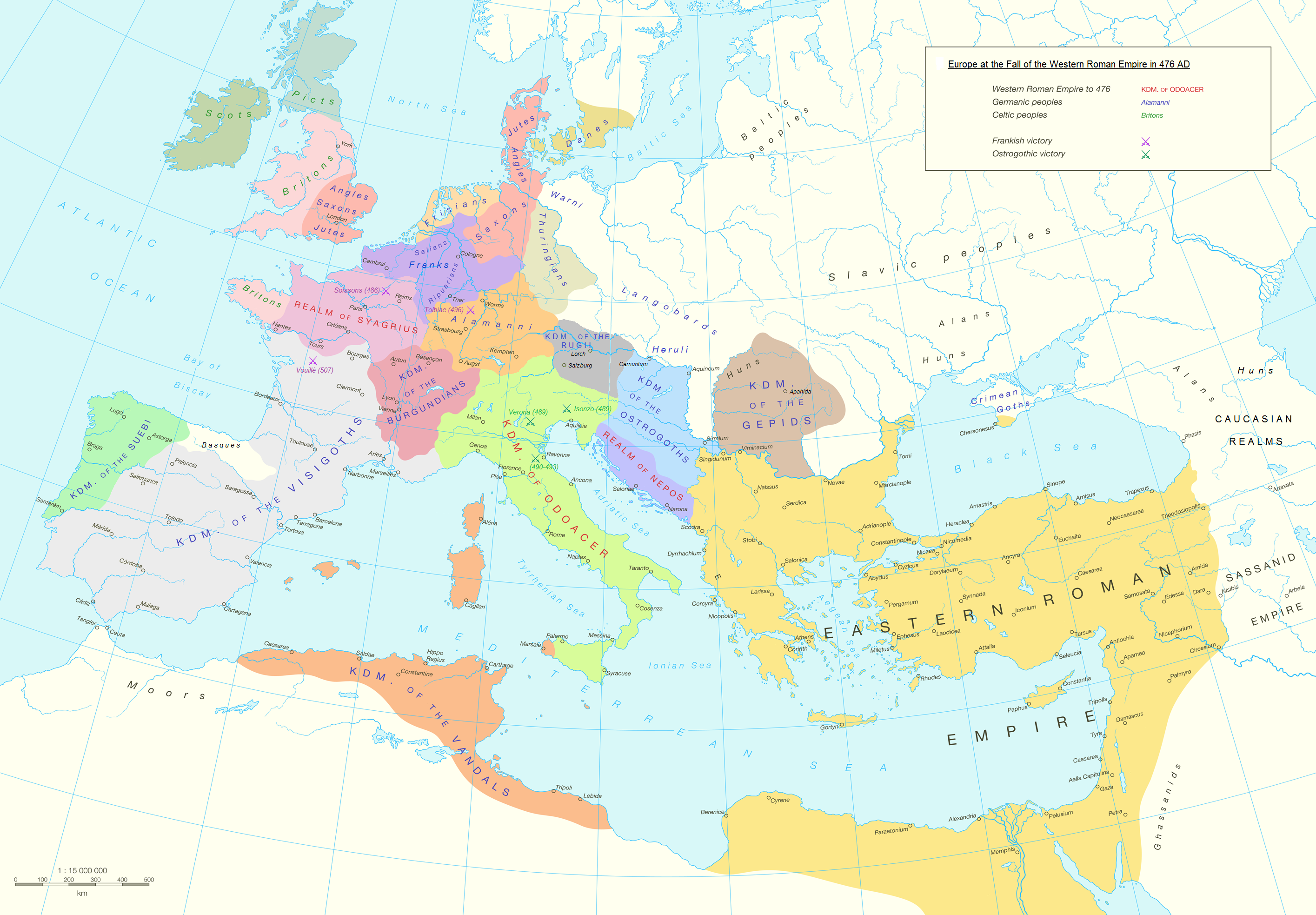
476年西羅馬帝國覆滅時的歐洲和地中海盆地

475年8月，巴西利斯庫斯在位期間，芝諾在伊蘇裡亞被伊盧斯的軍隊阻擊，西部總督欧瑞斯特發動叛亂，迫使尼波斯逃離義大利前往達爾馬提亞；欧瑞斯特擁立其子羅慕路斯·奧古斯都為皇帝，但未能獲得義大利以外西羅馬帝國殘餘勢力的效忠。一年後，當芝諾進入君士坦丁堡結束巴西利斯庫斯的短暫篡位時，羅慕路斯和欧瑞斯特被日耳曼人軍官奧多亞塞推翻。在奧多亞塞的支持下，羅馬元老院派遣使者將帝國徽章呈獻給復辟的芝諾。他們要求芝諾解除帝國的分裂狀態，以唯一的皇帝身份統治；並任命奧多亞塞為義大利的官方帝國總督。同時，芝諾接待了尼波斯派來的另一個使者，使者請求芝諾提供恢復對意大利半島控制所需的金錢和軍隊。芝諾回答說，羅馬元老院應該歡迎他們合法的皇帝尼波斯的回歸，而奧多亞塞應該從尼波斯那裡正式獲得貴族頭銜，儘管他承認自己也會授予爵位。 奧多亞塞得到了芝諾承認並繼續控制意大利半島，而尼波斯保留了他的爵位和帝國西部其他領地，但沒有軍隊。
或許是出於對芝諾的尊重，奧多亞塞承認尼波斯在義大利的法定統治權，直至其去世，並以他的名義統治甚至鑄造硬幣，但他從未允許尼波斯回歸。480年尼波斯遇刺後，奧多亞塞入侵達爾馬提亞，追捕並懲罰刺客（同時也想佔領達爾馬提亞）。芝諾使奧多亞塞在達爾馬提亞的權威合法化；奧多亞塞承認芝諾為再次統一的帝國的唯一皇帝，但他開始越來越多地使用國王的頭銜來稱呼自己。

#### 墨喬里安叛亂
墨喬里安是西羅馬皇帝安特米烏斯（467年-472年在位）之子，也是東羅馬皇帝馬爾西安（450年-457年在位）的外孫。他娶了阿里阿德涅的妹妹萊昂蒂亞，因此是芝諾的妹夫；他曾分別於467年和472年兩度擔任執政官。
479年，墨喬里安試圖推翻芝諾奪取皇位。在其兄弟普羅科比烏斯·安特米烏斯和羅慕路斯的幫助下，他在君士坦丁堡狄奧多西廣場南邊的凱撒留府邸召集了由公民和外國人組成的軍隊，並從那裡同時向皇宮和芝諾支持者伊盧斯的府邸進軍。皇帝幾乎落入叛軍之手，叛軍在白天擊敗了帝國軍隊，而公民們也從屋頂上襲擊了帝國軍隊。然而，伊盧斯在夜間調遣駐紮在附近迦克墩的伊蘇裡亞部隊進入君士坦丁堡，並收買墨喬里安的士兵，使芝諾得以逃走。隔天早上，墨喬里安意識到自己處境危急，狄奧多里克·斯特拉博的援軍無法及時趕到，便躲進了聖使徒教堂，但最終與他的兄弟們一起被捕。
芝諾將馬爾西安和他的兄弟們送往卡帕多西亞的凱撒利亞。他們試圖逃跑，但馬爾西安被捕，被迫在塔爾蘇斯（奇里乞亚）成為一名出家人，或被囚禁在伊蘇裡亞的帕普里烏斯堡壘。他第二次試圖逃跑，這次成功了，但在集結新部隊攻打安塞拉後，他被伊盧斯的兄弟特羅昆德斯擊敗並俘虜。

#### 伊盧斯叛亂
伊盧斯的權力地位和民眾的支持使他功高蓋主，芝諾曾試圖除掉他。皇太后維里娜也密謀謀害他。維里娜的陰謀未能得逞，芝諾對她和伊盧斯都心懷嫉妒，便在伊盧斯的建議下將她放逐，囚禁在帕普里烏斯堡壘。這些事件發生的時間尚存疑問。伊薩烏裡亞的坎蒂杜斯認為維里娜的放逐發生在墨喬里安叛亂之前，而西奧多·萊克特則認為維里娜參與了巴西利斯庫斯的叛亂，這是導致維麗娜被放逐的原因。事實上，這位桀騸不馴的女人兩次被放逐並非不可能：一次是在墨喬里安叛亂之前，因為她與巴西利斯庫斯的關係；另一次是在墨喬里安叛亂之後，因為她密謀反抗伊盧斯。
她從獄中設法說服女兒阿里阿德涅皇后（芝諾之妻）試圖獲釋，先是向芝諾求助，然後又向皇帝推薦的伊盧斯求助。伊盧斯拒絕了她的請求。因此阿里阿德涅像她母親一樣，試圖暗殺伊盧斯。史學家约达尼斯將她的仇恨歸咎於另一個原因：他說伊盧斯在芝諾心中植入了嫉妒和猜疑，導致芝諾試圖結束她的生命，而她對這些事情的了解又激發了她的復仇之心。她僱用的刺客只傷了伊盧斯；刺客被俘，而似乎參與了此事的芝諾卻無力阻止他被處決。
伊盧斯——與他的朋友帕普雷皮烏斯、萊昂提烏斯和他的兄弟特羅昆德斯——現在都退出了宮廷。他們先前往尼西亞，然後藉口換換空氣，在那裡他被任命為军事统帅。他們橫渡小亞細亞後於484年發起了叛亂，伊盧斯宣布萊昂提烏斯為皇帝。芝諾派軍隊與他們作戰，但伊盧斯獲勝，佔領了帕普里烏斯，釋放了維里娜，並誘使她在塔爾蘇斯為萊昂提烏斯加冕。
485年，芝諾派遣一支新的軍隊去攻打叛軍，據說這支軍隊由馬其頓人和斯基泰人組成（蒂勒蒙特推測這些人是東哥德人，這並非毫無道理），由駝背約翰（或者更可能是斯基泰人約翰）和當時擔任執政官的狄奧多里克率領。約翰在塞琉西亞附近擊敗了叛軍，並將他們趕進帕普里烏斯堡壘，並將他們封鎖。幾個月後，特羅孔德斯去世；這座堡壘經過四年圍攻才被攻占，這是由於特羅孔德斯妹夫的背叛，而後者是芝諾從君士坦丁堡派來攻城的。伊盧斯和萊昂提烏斯被斬首（488年），他們的首級随後被送往皇帝手中。

#### 與哥德人的關係（474年–487年）

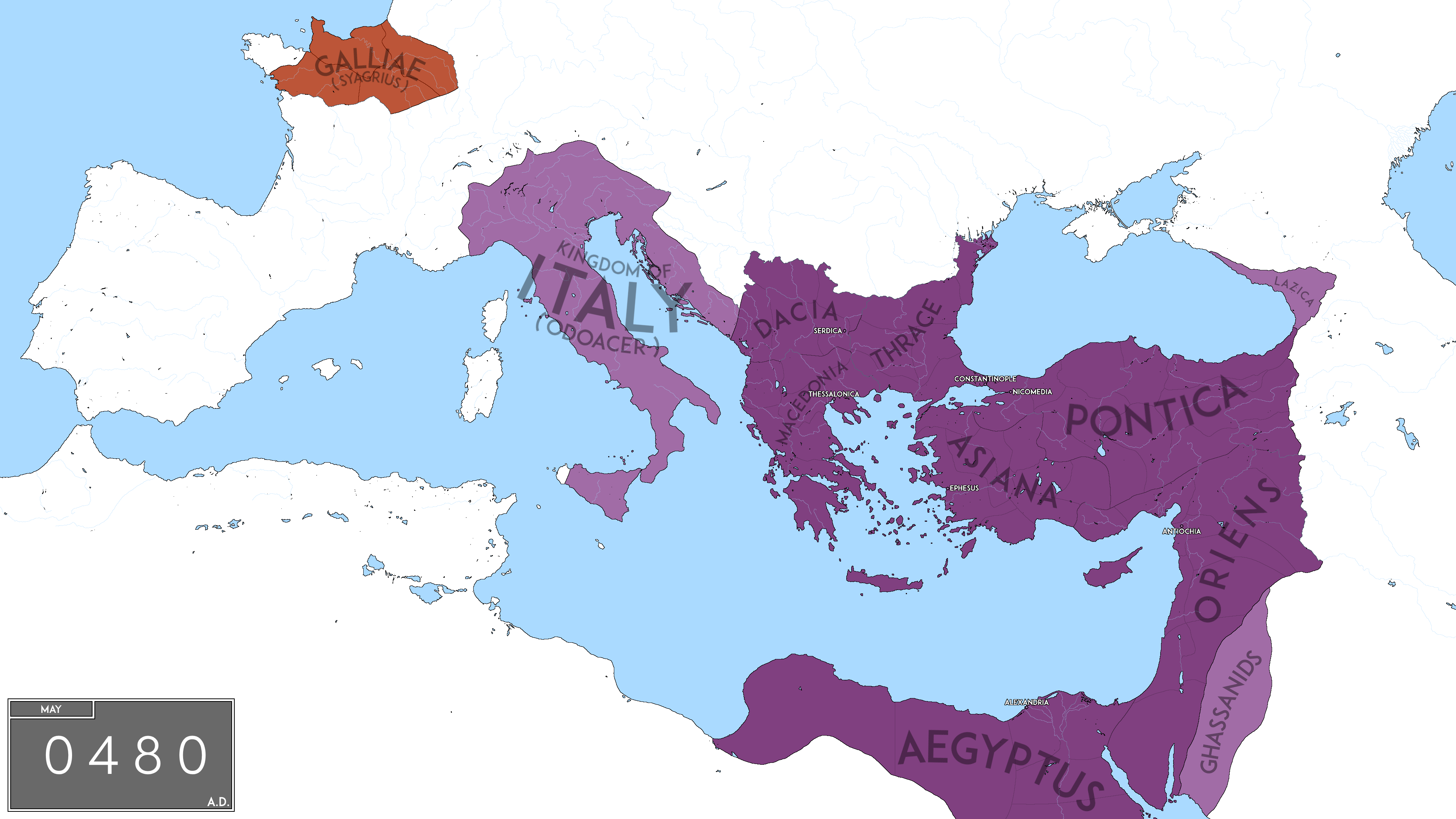
480年列芝諾統治下的東羅馬帝國領土。奧多亞塞所控制的地區（淺紫色）名義上作為東羅馬帝國的附庸國。橘色代表西羅馬帝國殘存國家由夏克立烏斯建立的蘇瓦松王國。

自472年以來，兩位東哥德人領袖－狄奧多里克·阿馬爾（狄奧多里克大帝）和狄奧多里克·斯特拉博——的侵略一直是持續的威脅。儘管芝諾有時會設法挑撥他們之間的矛盾，但他們反過來卻能從中獲利。只有透過提供他們餉銀和最高統帥權，他才能阻止他們攻打君士坦丁堡。
利奧二世死後，狄奧多里克·斯特拉博反叛芝諾。他的支持在推翻芝諾、扶持巴西利斯庫斯登上東羅馬皇位的過程中發揮了重要作用，但狄奧多里克和巴西利斯庫斯之間發生了爭執，因此當芝諾於476年返回君士坦丁堡並擊敗巴西利斯庫斯時，據說斯特拉博並未保衛這座城市。
476/477年，芝諾與斯特拉博的對手狄奧多里克·阿馬爾結盟，並命令他攻打斯特拉博。這位色雷斯哥德人的領袖派遣使者前往皇帝提議和平，並將責任歸咎於默西亞的狄奧多里克。芝諾明白，這份提議背後隱藏著更深的陰謀，於是說服元老院和軍隊將斯特拉博宣佈為公敵。
芝諾的計劃是讓兩位狄奧多里克互相攻擊。他派遣狄奧多里克·阿馬爾攻打支持墨喬里安叛亂的斯特拉博，並承諾派遣一支龐大的軍隊增援（478年）。當狄奧多里克·阿瑪爾翻山越嶺抵達桑迪斯山時，他發現的並不是他所期待的羅馬增援部隊，而是狄奧多里克·斯特拉博的軍隊，駐紮在一個戒備森嚴的營地裡。兩位狄奧多里克同意向皇帝提出聯合請求，將東哥德人在默西亞的定居點向南擴展。
芝諾試圖透過賄賂阿瑪爾來分化兩位狄奧多里克，但阿瑪爾拒絕了賄賂。帝國軍隊最初取得了一些勝利，但芝諾沒有繼續利用自己的優勢，而是允許阿馬爾在色雷斯向西進發，沿途掠奪領土。由於阿馬爾遠在天邊，斯特拉博接受了與芝諾的協議：斯特拉博將歸還他的財富、13,000名士兵的軍餉、兩支宮廷部隊的指揮權，並再次獲得军事统帅的頭銜。然而，狄奧多里克·斯特拉博的3萬大軍對芝諾來說仍然是一個威脅，他說服保加利亞人進攻色雷斯哥德人的基地。斯特拉博在480/481年擊敗保加利亞人，向君士坦丁堡進軍，但他必須處理與自己軍隊的衝突，因此未能充分利用勝利，被迫返回希臘。在回程途中，他死於一場意外。
狄奧多里克·斯特拉博於481年去世後，未來的狄奧多里克大帝成為整個東哥德民族的國王（東哥德王國），並繼續在巴爾幹半島製造麻煩。芝諾與狄奧多里克結盟，並任命他為常駐军事统帅，甚至在484年擔任執政官，這是第一次有非帝國公民的蠻族獲得如此崇高的榮譽。芝諾派遣狄奧多里克與伊盧斯和篡位者萊昂提烏斯作戰，並於484年至488年在帕普里烏斯圍攻他們。然而，486年狄奧多里克再次叛亂，攻打君士坦丁堡，切斷了該城的水源。芝諾促成了和平，並與狄奧多里克達成協議，東哥德人應該入侵義大利，與據稱支持萊昂提烏斯的奧多亞塞作戰，並在那裡建立他的新王國（487年）。這幾乎徹底消滅了日耳曼人在東方的存在。

## 駕崩
芝諾在位17年2個月後，491年4月9日死於痢疾或癲癇。他沒有兒子繼承王位：利奥二世死於474年，長子芝諾在宮廷中年少時去世。阿里阿德涅選中了宮廷中受寵的官員阿納斯塔修斯繼承皇位。芝諾的弟弟朗基努斯隨後叛亂，引發了伊蘇裡亞戰爭。
編年史家喬治·凱德雷諾斯（11世紀）和约翰·佐纳拉斯（12世紀）聲稱，阿里阿德涅在芝諾因酗酒或重病昏迷時將他鎖在墳墓中。她命令路人無視於芝諾醒來後的求救；芝諾靠著吃掉手臂的肉存活了一段時間，但最後還是死了。這是歷史上首次提到活埋者吞食自己的手臂或手的主題。這個故事很可能是假的，因為更早和同時代的消息來源都沒有提及。

## 雙陸棋

芝諾於480年的塔布拉棋局

芝諾是塔布拉（版圖遊戲）的玩家，這種遊戲與現代西洋雙陸棋幾乎完全相同。 480年，他有一次打出的骰子運氣極差，差到他寫了一首警句記錄下來；半個世紀後，歷史學家阿加提亞斯重現了這首警句，這使得該遊戲在19世紀得以重建。芝諾是紅色棋子，他有一疊七個跳棋、三疊兩個跳棋和兩個黑棋，這些跳棋單獨站在一個點上，因此有被來襲的對手跳棋推出棋盤的危險。芝諾擲出了遊戲中使用的三個骰子，得到了2、5和6。與西洋雙陸棋一樣，芝諾不能移動到被兩個對手（黑色）棋子佔據的位置。紅黑棋子點數分佈如此均勻，以至於按照遊戲規則，要想用掉所有三個結果，唯一的辦法就是把三疊兩子棋子打成空子，這樣就暴露了吃子的風險，芝諾也就輸掉了這盤棋。一些歷史學家認為這是人類歷史上第一個有記載的爆冷門故事。

## 註腳
1. ↑  Rösch 1978，第166頁.
2. ↑  The sources call him "Tarasicodissa Rousombladadiotes", and for this reason it was thought his name was Tarasicodissa. However, it has been demonstrated that this name actually means "Tarasis, son of Kodisa, [coming from] Rusumblada", and that "Tarasis" was a common name in Isauria (R.M. Harrison, "The Emperor Zeno's Real Name", Byzantinische Zeitschrift 74 (1981) 27–28).
3. ↑  Stephen Mitchell, A history of the later Roman Empire, AD 284–641: the transformation of the ancient world, Wiley-Blackwell, 2007, ISBN 1-4051-0856-8, p. 114.
4. 1 2 3  Croke 2005, pp. 160–161.
5. ↑  Terry G. Wilfong, Women of Jeme: lives in a Coptic town in late antique Egypt, University of Michigan Press, 2002, ISBN 0-472-06612-9, p. 35.
6. 1 2  Martindale, "Zenon 4", p. 1198.
7. ↑  Jordanes, 333; Evagrius, ii.15.
8. ↑  Stephen Mitchell, A history of the later Roman Empire, AD 284–641: the transformation of the ancient world, Wiley-Blackwell, 2007, ISBN 1-4051-0857-6, pp. 114–115.
9. 1 2 3 4  Croke 2005, pp. 166–168.
10. ↑  Life of Daniel the Stylite, 55, cited in Croke 2005, p. 168.
11. ↑  The source is Photius's epitome of the first book of Candidus of Isauria's chronicle (Croke 2005, p. 161).
12. ↑  Croke 2005, pp. 172–173.
13. ↑  Croke 2005, pp. 178–179.
14. ↑  Croke 2005, pp. 185–186.
15. ↑  Croke 2005, pp. 188–190.
16. ↑  The law is contained in the Justinian Code (1.3.29).
17. ↑  Croke 2005, p. 194.
18. ↑  Croke 2005, p. 198.
19. ↑  Auctarium Prosperi Havniense 474.
20. ↑  John Malalas, Book XIV, 376.
21. ↑  Croke, Brian. . Routledge. 2021: 159. ISBN 9781000388305. The Continuator's date for Leo I's death is definitely to be preferred to that of Malalas
22. 1 2 3 4  Williams and Friell, pp. 181–183.
23. ↑  Fragmenta Historicorum Graecorum IV – Joannis Ant., fragment 210. "ένάτη τής ύπατείας ήμέρα" ["On the ninth day of his consulship"].
24. 1 2  John Malalas, Chronographia XV.3–5. 
Jeffreys, Elizabeth; Jeffreys, Michael; Scott, Roger (编). . Byzantina Australiensia 4. Leiden [Melbourne]: Brill. 2017: 209–210 [1986]. ISBN 978-90-04-34460-0. doi:10.1163/9789004344600_018 （英语）.
25. ↑  Evagrius Scholasticus, Historia Ecclesiastica III.8
. Translated Texts for Historians 33. 由Whitby, Michael翻译. Liverpool University Press. 2000: 142–143 & note 31. ISBN 978-0-85323-605-4 （英语）.
26. ↑  Anonymus Valesianus, 41–44.
. Loeb Classical Library 331. 由Henderson, Jeffrey翻译. Cambridge, MA: Harvard University Press. 1939: 534–535  [18 August 2020] （英语）.
27. ↑  Elton, Hugh. . De Imperatoribus Romanis. 10 June 1998  [23 August 2006]. （原始内容存档于22 August 2006）.
28. ↑  There exist some solidi and tremisses in the name of "Zeno and Leo nob[ilissimus] caes[ar]". They have been attributed to Zeno as emperor and to Armatus' son as Caesar; in this case Armatus' son would have changed his name from Basiliscus, the name of the usurper, to Leo, the dynastic name of Zeno's house (Philip Grierson, Melinda Mays, Catalogue of late Roman coins in the Dumbarton Oaks Collection and in the Whittemore Collection: from Arcadius and Honorius to the accession of Anastasius, Dumbarton Oaks, 1992, ISBN 0-88402-193-9, pp. 181–182).
29. ↑  Evagrius Scholasticus, Historia Ecclesiae, 3.xxiv. Evagrius reports that Basiliscus, the son of Armatus, later became bishop of Cyzicus.
30. ↑  Suda, s.v. "Ἁρμάτιος".
31. 1 2  Martindale, J.R. . Cambridge University Press. 1980: pp. 148–149. ISBN 978-0-521-20159-9.
32. 1 2  Ralph W. Mathisen, "Julius Nepos (19/24 June 474 – [28 August 475] – 25 April/9 May/22 June 480)" 的存檔，存档日期4 March 2010., De Imperatoribus Romanis
33. ↑  Malchus, fragment 10, cited in Ralph W. Mathisen, "Romulus Augustulus (475–476 A.D.) – Two Views" 的存檔，存档日期4 March 2010., De Imperatoribus Romanis.
34. ↑  Williams and Friell, p. 187.
35. 1 2  John Bagnall Bury, "X.2 The Revolts of Marcian and Illus (A.D. 479–488)", in History of the Later Roman Empire, Dover Books [1923], 1958. pp. 395, 397–398.
36. ↑  Evagrius Scholasticus, Historia ecclesiastica, 3.26.
37. ↑  William Smith, Dictionary of Greek and Roman Biography and Mythology, volume 2, p. 570.
38. ↑  Martindale 1980, pp. 1073–1074
39. ↑  Zeno had become allied in this occasion with Theoderic the Amal, whose Goths had moved to attack the Empire. It has been suggested that Constantinople was defenceless during Zeno's siege because the magister militum Strabo had moved to the north to counter this menace. See Heather, Peter. . Blackwell Publishing. 1998: 158–159. ISBN 978-0-631-20932-4.
40. 1 2 3  Wolfram, Herwig. . University of California Press. 1990: 32, 270–276 [1979]. ISBN 978-0-520-06983-1.
41. ↑  Stephen Mitchell, A history of the later Roman Empire, AD 284–641: the transformation of the ancient world, Wiley-Blackwell, 2007, ISBN 1-4051-0856-8, pp. 118–119
42. ↑  John Malalas Book XV, 391. "On 9th Xanthikos of the 14th indiction."
43. ↑  Malalas, 391.1–4. Cited in Whitby, ibidem.
44. ↑  Evagrius Scholasticus, 3.29.
45. ↑  The passages from Kedrenos and Zonaras are quoted by Michael Whitby, The ecclesiastical history of Evagrius Scholasticus , Liverpool University Press, 2000, p. 164. The theme of the person buried alive, exhumed and found dead after having devoured his hands, is repeated later for other characters, such as the scholastic Duns Scotus or others less known. See also Claudio Milanesi, Apparent death, imperfect death. Medicine and mentalities in the 18th century, Paris, Payot, 1991, p. 16–17.
46. ↑  Grierson, Philip. . Dumbarton Oaks Papers. 1962, 16 (1): 44  [30 June 2021]. JSTOR 1291157. OCLC 58423962. doi:10.2307/1291157 –Internet Archive.
47. 1 2
48. ↑  Robert Charles Bell, Board and table games from many civilisations, Courier Dover Publications, 1979, ISBN 0-486-23855-5, pp. 33–35.